# .338 Remington Ultra Magnum
.338 Remington Ultra Magnum гвинтівковий набій .338 калібру представлений компанією Remington Arms в 2002 році.

## Конструкція
Набій є набоєм магнум без пояску, зі зменшеним фланцем розроблений на базі гільзи набою .300 Remington Ultra Magnum .090" зі збільшеним дульцем для споряджання кулі діаметром 0.338-дюйми (.338 калібр). Об'єм гільзи набою .338 Remington Ultra Magnum схожий до об'єму гільзи .338 Lapua Magnum і дещо менший за об'єм гільзи .338-378 Weatherby Magnum. Це один з найпотужніших серійних набоїв калібру .338.
Оскільки набій з самого початку може витримати дуже високий тиск (65,000 PSI), майстри ручної зборки набоїв не можуть покращити заводський набій, як це робилося з багатьма іншими серійними набоями з низьким тиском. Проте, вони все ще можуть налаштовувати свої власні набої для досягнення більшої точності в своїх гвинтівках.